# Força major (pel·lícula de 2014)
Força major (títol original: Turist; també conegut com Force Majeure o Snow Therapy) és una pel·lícula de drama sueca de 2014 dirigida per Ruben Östlund. La pel·lícula va ser seleccionada per competir en la secció Un certain regard del Festival de Canes de 2014 on va guanyar el premi del kurat. També es va projectar en la secció Presentacions Especials del Festival Internacional de Cinema de Toronto 2014. S'ha doblat i subtitulat al català.
La pel·lícula va ser nominada per al premi del Consell Nòrdic 2014. També va ser seleccionada com l'entrada de Suècia a la millor pel·lícula estrangera en els premis Osca en la seva entrega 87, i va ser seleccionada al gener. Està nominada a la millor pel·lícula estrangera en els premis Globus d'Or en la seva 72a entrega.

## Argument
La trama presenta un model de família –un empresari, en Tomas, la dona Ebba, i els seus dos fills– confrontats per una allau durant un viatge d'esquí als Alps francesos. Una decisió covarda per part d'en Tomas estableix un conflicte en el seu matrimoni, i ell ha de lluitar per recuperar el seu paper com a marit i pare.

## Repartiment
- Johannes Kuhnke com Tomas
- Lisa Loven Kongsli com Ebba
- Clara Wettergren com Vera
- Vincent Wettergren com Harry
- Kristofer Hivju com Mats
- Fanni Metelius com Fanni

## Rodatge i recepció
El rodatge va tenir lloc a l'estació d'esquí de Les Arcs, a Savoia, a França. La pel·lícula té una qualificació de 93% a Rotten Tomatoes i una puntuació de 87 («aclamació universal») sobre 100 a Metacritic.